# زدریو جی‌ایکس۵
زدریو جی‌ایکس۵ یک خودروی کراس‌اوور ساب کامپکت الکتریکی است که توسط خودروسازی چینی زدریو ساخته شده‌است.

## بررسی اجمالی

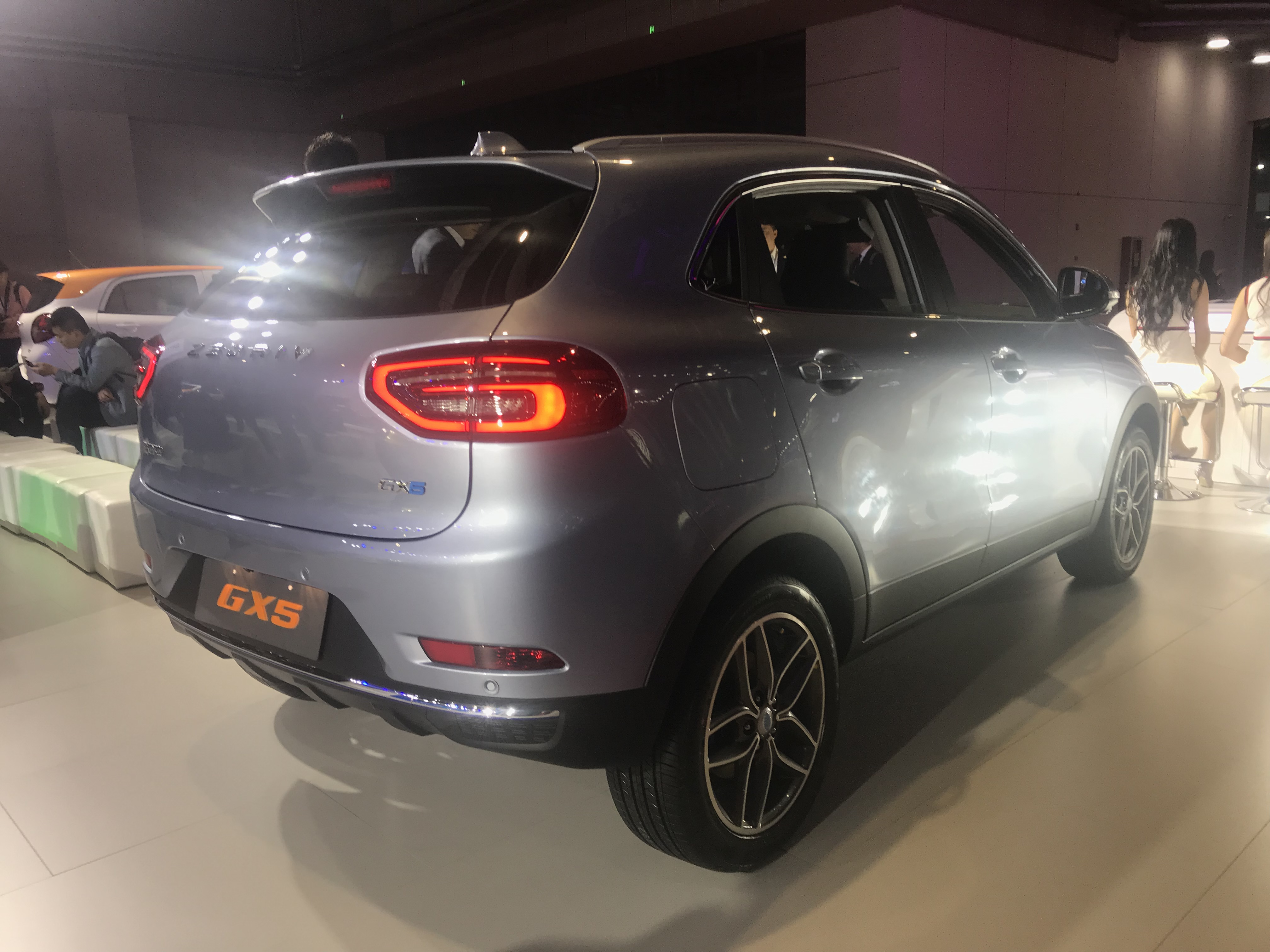
نمای عقب خودرو

جی‌ایکس۵ اولین بار در نمایشگاه خودروی شانگهای ۲۰۱۹ معرفی شد. این خودرو دارای ۵ در و ۵ صندلی است. طول آن ۴۱۵۰ میلی‌متر / عرض ۱۸۰۰ میلی‌متر و ارتفاع آن ۱۵۰ سانتیمتر است.
قیمت این خودرو در چین بین ۱۱۵۸۰۰ تا ۱۳۹۸۰۰ یوان است.

### پیشرانه
این خودرو دارای یک باتری ۴۶٫۴ کیلووات ساعتی و یک موتور ۲۱۱ کیلوواتی است که حداکثر سرعت خودرو را به ۱۴۰ کیلومتر در ساعت، می‌رساند.